# Monique Vermeling
Monique Vermeling (* 6. Januar 1992) ist eine brasilianische Leichtathletin, die sich auf den Hochsprung spezialisiert hat.

## Sportliche Laufbahn
Erste internationale Erfahrungen sammelte Monique Vermeling im Jahr 2008, als sie bei den Jugendsüdamerikameisterschaften in Lima mit übersprungenen 1,72 m die Goldmedaille gewann. Im Jahr darauf schied sie bei den Jugendweltmeisterschaften in Brixen mit 1,65 m in der Qualifikationsrunde aus und 2011 scheiterte sie bei den Panamerikanischen Juniorenmeisterschaften in Miramar drei Mal an der Einstiegshöhe. Anschließend belegte sie bei den Juniorensüdamerikameisterschaften in Medellín mit 1,62 m den vierten Platz. 2019 gewann sie dann bei den Südamerikameisterschaften in Lima mit übersprungenen 1,75 m die Bronzemedaille hinter der Kolumbianerin María Fernanda Murillo und ihrer Landsfrau Valdiléia Martins. 
2018 wurde Vermeling brasilianische Meisterin im Hochsprung.

## Persönliche Bestleistungen
- Hochsprung: 1,85 m, 31. August 2019 in Bragança Paulista
  - Hochsprung (Halle): 1,75 m, 16. Februar 2014 in São Caetano do Sul